# Järstorp
Järstorp är kyrkby i Järstorps socken i Jönköpings kommun, Jönköpings län.
Orten ligger nordväst om Jönköping och här finns Järstorps kyrka.